# Proupiary
Proupiary es una comuna (municipio) de Francia, en la región de Mediodía-Pirineos, departamento de Alto Garona, en el distrito de Saint-Gaudens y cantón de Saint-Martory.
Su población en el censo de 1999 era de 56 habitantes.
Está integrada en la Communauté de communes du Canton de Saint-Martory.

## Historia
Fundada en 1136, la historia de la aldea está estrechamente ligada a la de la abadía cisterciense de Bonnefont.